# Distrikt Capaya
Der Distrikt Capaya liegt in der Provinz Aymaraes in der Region Apurímac im zentralen Süden von Peru. Der Distrikt wurde am 12. Januar 1956 gegründet. Er besitzt eine Fläche von 83,3 km². Beim Zensus 2017 wurden 621 Einwohner gezählt. Im Jahr 1993 lag die Einwohnerzahl bei 501, im Jahr 2007 bei 729. Die Distriktverwaltung befindet sich in der 3290 m hoch gelegenen Ortschaft Capaya mit 244 Einwohnern (Stand 2017). Capaya liegt 21 km nordnordwestlich der Provinzhauptstadt Chalhuanca.

## Geographische Lage
Der Distrikt Capaya liegt im Andenhochland im Westen der Provinz Aymaraes. Der Río Chalhuanca fließt entlang der östlichen Distriktgrenze nach Norden. Dessen linke Nebenflüsse Quebrada Huacasa und Río Capaya durchfließen den Distrikt in östlicher Richtung und entwässern dabei das Areal.
Der Distrikt Capaya grenzt im Westen an die Distrikte Pampachiri, Pomacocha und Distrikt Tumay Huaraca (alle drei in der Provinz Andahuaylas), im Norden an den Distrikt Toraya, im Osten an die Distrikte Ihuayllo und Soraya sowie im Süden an den Distrikt Sañayca.